# Andrzej Cierpka
Andrzej Cierpka OMI (ur. 28 listopada 1905 w Dębnicy, zm. 24 czerwca 1982 w Dżafnie) – polski duchowny rzymskokatolicki, misjonarz Oblatów Maryi Niepokalanej w Sri Lance od 1928.

## Życiorys

### Wykształcenie
Cierpka urodził się 28 listopada 1905 r. w Dębnicy. W 1925 roku wstąpił do Niższego Seminarium Duchownego prowadzonego przez Oblatów Maryi Niepokalanej w Markowicach.

### Posługa kapłańska
Po odbyciu nowicjatu złożył śluby zakonne 15 sierpnia 1926 r. Już jako scholastyk wyjechał na misję na Cejlon 21 grudnia 1928. W diecezji Dżafnie kontynuował naukę na studiach seminaryjnych. Po zakończeniu studiów teologicznych, został wyświęcony na kapłana przez biskupa Alfred-Jean Guyomard 17 czerwca 1931 r. w Kolombo. O. Cierpka oprócz języka polskiego nuczył się także języków: francuskiego, niemieckiego, angielskiego oraz języka tamilskiego.
Pracę kapłańską rozpoczął jako wikariusz w czerwcu 1932 Mullaitivu. W styczniu 1933 jako proboszcz pracował w misji w Arippu. Następnie został skierowany jako proboszcz w parafiach: Ilavali (1936), Colombogam (1936-1937), Point Pedro (1937-1939 oraz 1952-1956), Mullaitivu (1956-1959 oraz 1960-1961), Pallimunai(1961-1967 oraz 1968-1975), oraz Thalvupadu (1976-1982).
W Thalvupadu, objął parafię w dystrykcie Mannar. W wiosce jego parafianami byli głównie rybacy, jako proboszcz parafii zainicjował zelektryfikowanie wsi, zbudowanie wodociągu i dróg. Z wdzięczności za rozbudowę wioski mieszkańcy wioski nazwali go „Cierpkapuram”.

### Śmierć
26 czerwca 1982 roku O. Cierpka zachorował, zmarł szpitalu w Dżafnie. Msza żałobna odbyła się w katedrze w Dżafnie i został pochowany na Cmentarzu Katolickim w Mannar.

## Upamiętnienie
- Pomnik upamiętniający O. Andrzeja Cierpkę w Thalvupadu na Sri Lance[2],
- „Fundacja Globalna Wioska” zrealizowała film dokumentalny pt. „Cierpkapuram – historia pewnej przyjaźni”. Film 7 listopada 2017 wziął udział w Festiwalu Polskich Filmów w Toronto[3],
- Jedna z ulic w Dębnicy nosi imię Ojca Andrzeja Cierpki[4].